# Яковлев, Иван Кириллович
Ива́н Кири́ллович Я́ковлев (5 августа 1918 года, станица Чернолесская, ныне Новоселицкого района Ставропольского края — 13 сентября 2002, Москва) — советский военачальник, генерал армии (1980). Начальник ВВ МВД СССР (1968—1986).

## Довоенная биография
Из казаков. Окончил школу-семилетку, в 1939 году — Терский сельскохозяйственный техникум в городе Прохладный Кабардино-Балкарской АО. Работал зоотехником в совхозе «Коммунар» Кантемировского района Воронежской области. 
В сентябре 1939 года призван в Красную Армию. Окончил Кемеровское миномётно-артиллерийское училище в 1940 году. Сразу после выпуска направлен командиром взвода 81-го стрелкового полка 123-й отдельной стрелковой бригады, и в её составе направлен на фронт. Участвовал в советско-финской войне, был ранен. После выздоровления с 1940 года — командир миномётного взвода 681-го стрелкового полка 133-й стрелковой дивизии в Сибирском военном округе (Бийск).

## Великая Отечественная война
На фронтах Великой Отечественной войны с 5 июля 1941 года, когда поднятый по тревоге полк прибыл на фронт. Последовательно был командиром миномётного взвода 681-го стрелкового полка 133-й стрелковой дивизии 24-й армии на Западном фронте и на Резервном фронте, с января 1942 года — командиром миномётной роты 140-й отдельной стрелковой бригады на Волховском фронте, с июня 1942 года — заместителем командира, а с декабря 1942 — командиром миномётного батальона, в 1943 году — командиром миномётного дивизиона в той же стрелковой бригаде. 
С 1943 года — командир 259-го отдельного истребительно-противотанкового артиллерийского дивизиона, с сентября 1944 года — командир отдельного самоходного артиллерийского дивизиона 136-й стрелковой дивизии на 1-м Украинском, 1-м Белорусском и 2-м Белорусском фронтах. Участвовал в Смоленском оборонительном сражении 1941 года, в Калининской оборонительной операции 1941 года, в оборонительном и наступательном этапах Московской битвы, в битве за Днепр, в Корсунь-Шевченковской операции, в Львовско-Сандомирской операции, в Восточно-Прусской операции, в Восточно-Померанской операции, в Берлинской операции.
Проявил себя отважным и талантливым командиром. В конце 1943 года западнее Киева силами своего артдивизиона при поддержке двух взводов противотанковых ружей отбил атаку 50 танков врага, применив методы артиллерийской засады и заманивания врага в огневой мешок. В скоротечном бою противник потерял 17 танков и отказался от дальнейших атак на этом направлении. Войну окончил в северной Германии, в районе города Штеттин. За время войны был ранен 3 раза (тяжело в декабре 1941, легко в мае 1942 и в ноябре 1943), награждён 6-ю боевыми орденами. Прошёл в годы войны путь от лейтенанта до майора.

## Военная служба в Сухопутных войсках
После Победы год командовал дивизионом, затем поступил в академию. В 1949 году И. К. Яковлев окончил Военную академию бронетанковых и механизированных войск имени И. В. Сталина. Назначен заместителем командира, а в 1950 году — командиром 37-го танкового полка в Группе советских оккупационных войск в Германии. С 1952 года — заместитель командира, а с июля 1954 по ноябрь 1956 годах — командир 25-й гвардейской механизированной Криворожской Краснознамённой дивизии (г. Браилов, Румыния). В  1958 году окончил Военную академию Генерального штаба.
С 1958 года был начальником отдела Управления военно-учебных заведений Министерства обороны СССР, с 1960 года — начальник отдела в Главном штабе Сухопутных войск, с 1963 года — начальник Программно-уставного управления в Главном управлении боевой подготовки Сухопутных войск. С декабря 1965 года — заместитель командующего войсками Московского военного округа по боевой подготовке.

## Начальник Внутренних войск
14 мая 1968 года в звании генерал-лейтенанта танковых войск был назначен на должность начальника Главного управления внутренних войск, внутренней и конвойной охраны Министерства охраны общественного порядка СССР. Впоследствии после реорганизации министерства, с 11 февраля 1969 года должность именовалась: начальник Главного управления Внутренних войск МВД СССР — начальник внутренних войск. По воспоминаниям самого И.К. Яковлева, его назначению уделялось большое внимание и перед назначением его принимал лично Л. И. Брежнев.
Эту должность занимал в течение восемнадцати лет. За это время полностью изменил облик внутренних войск, превратив их из территориальных военизированных формирований в мобильные мощные современные войска, способные выполнять самые сложные правоохранительные задачи. Произвёл реорганизацию управления войсками, создав региональные Управления Внутренних войск (аналог военных округов в Вооружённых Силах, ранее дивизии ВВ подчинялись непосредственно начальнику войск). При Яковлеве во внутренних войсках появились авиационные и морские части, значительно выросла служебно-боевая готовность войск. Для подготовки кадров войск были перенацелены бывшие училища МВД в Орджоникидзе, Саратове и Харькове. Были созданы Специальные моторизованные части милиции. В 1969 году утверждён Устав боевой службы внутренних войск. Следует признать, что благодаря его работе Внутренние войска встретили период многочисленных межнациональных конфликтов и обострения террористической угрозы в готовности отражать эти новые угрозы. Воинское звание генерал армии ему присвоено указом Президиума Верховного Совета СССР от 7 мая 1980 года.
Активно участвовал в ликвидации последствий аварии на Чернобыльской АЭС. Тогда для охраны периметра зараженной зоны было направлено свыше 15 тысяч военнослужащих Внутренних войск. Яковлев лично долгое время находился в районе аварии, решая на месте организацию службы, быта, дезактивационной обработки людей и техники.
24 декабря 1986 года освобождён от занимаемой должности после захвата пассажирского самолёта в Уфе военнослужащими 521-го конвойного полка МВД СССР Мацневым и Ягмуржи и убийства ими нескольких человек,  а также ряда конфликтов на этой почве с новым Министром внутренних дел СССР А. В. Власовым. Назначен военным инспектором-советником Группы генеральных инспекторов Министерства обороны СССР. С 1992 года — в отставке. В июле 1996 года был назначен консультантом Главнокомандующего Внутренних войск МВД России, активно работая на этом посту до конца жизни. Также активно работал в Совете ветеранов ВВ МВД России.
Жил в Москве, скончался 13 сентября 2002 года, похоронен на Троекуровском кладбище.
Член КПСС с 1942 года. Депутат Верховного Совета РСФСР 8-11 созывов.

## Семья
С своей женой Зинаидой познакомился на фронте — она была капитаном медицинской службы, хирургом медсанбата и делала И. К. Яковлеву срочную операцию после одного из его ранений. После войны они поженились. Дочь Елена окончила исторический факультет Московского государственного университета, полковник, кандидат исторических наук, доцент кафедры общей истории Академии управления МВД России.

## Воинские звания
- Полковник (22.06.1951),
- Генерал-майор танковых войск (25.05.1959),
- Генерал-лейтенант танковых войск (25.10.1967),
- Генерал-полковник (20.05.1971),
- генерал армии (7.05.1980).

## Память
- Бюст генерала армии И. К. Яковлева открыт в торжественной обстановке 3 августа 2018 года у здания Музея Росгвардии в Москве[3].
- Бюст генерала армии И. К. Яковлева открыт 5 августа 2018 года в Новосибирском военном институте войск национальной гвардии имени И.К. Яковлева[4].
- 21 июля 2008 года имя генерала армии И. К. Яковлева присвоено Новосибирскому военному институту внутренних войск МВД России.
- На здании Главного командования Внутренних войск МВД России в Москве в 2008 году установлена мемориальная доска в честь И. К. Яковлева.
- Улица в Москве в районе Лефортово (2017).
- В честь 100-летия со дня рождения выпущен почтовый конверт, посвящённый И. К. Яковлеву[5].

## Награды
- Орден «За заслуги перед Отечеством» 4-й степени (Российская Федерация, 16.11.1998)
- Орден Мужества (Российская Федерация, 20.07.1996, за ликвидацию последствий аварии на Чернобыльской АЭС)
- Два ордена Ленина
- Орден Октябрьской Революции (1975)
- Три ордена Красного Знамени (23.12.1943, 1.03.1944, 2.07.1945)
- Орден Суворова 3-й степени (13.03.1945)
- Два ордена Отечественной войны 1-й степени (11.08.1944, 11.03.1985)
- Два ордена Красной Звезды (25.12.1942, 1954)
- Орден «За службу Родине в Вооружённых Силах СССР» 3-й степени (30.04.1975)
- Медаль «За боевые заслуги» (1950)
- Медаль «За отличие в охране государственной границы СССР» (1970)
- Медаль «За отвагу на пожаре» (1972)
- Ряд других медалей СССР и РФ
- Орден «Серебряная звезда дружбы народов» (ГДР)
- Медаль «Братство по оружию» (ПНР, 12.10.1988)
- Медаль «30 лет Халхин-Гольской Победы» (МНР, 15.08.1969)
- Медаль «30-я годовщина Революционных Вооруженных сил Кубы» (Куба, 24.11.1986)